# Östansjödopet
Östansjödopet var möjligen det första baptistiska dopet i Sverige, och ägde rum i byn Östansjö i Västernorrlands län 23 juni 1847. Det var några läsare på orten som under ledning av Eric Mårtensson gick ner till ån, som flyter nedanför byn, och lät döpa sig av varandra. 
Svenska kyrkan fördömde Mårtenssons handling och när han vägrade döpa sitt barn blev situationen ännu värre och ett tvångsdop i kyrkans regi ska då ha ägt rum. Mårtensson, hans hustru och barn emigrerade senare till Bishop Hill för att slippa det man upplevde som religiöst förtryck. 1997 restes en minnessten över dopet vid ån, och samtidigt arrangerade Betelförsamlingen en dramatisering av händelserna.